# Richard Sykes (duchowny)
Richard Sykes SI (ur. w 1854 w Hackin Hall, zm. 8 maja 1920) – angielski duchowny rzymskokatolicki, misjonarz, prowincjał angielskiej prowincji jezuitów, superior i prefekt apostolski Zambezi.

## Biografia
W 1874 wstąpił do Towarzystwa Jezusowego. 25 września 1887 przyjął święcenia prezbiteriatu i został kapłanem swojego zakonu. Był m.in. prefektem generalnym i rektorem kościoła św. Franciszka Ksawerego w Liverpoolu.
W 1896 został mianowany superiorem misji "sui iuris" Zambezi, którym był do 1904, kiedy to został wybrany prowincjałem angielskiej prowincji jezuitów. Po zakończeniu kadencji, z wydanej 9 marca 1915 nominacji papieża Benedykta XV, powrócił do poprzedniej misji, która tego samego dnia została podniesiona do rangi prefektury apostolskiej, zostając prefektem apostolskim Zambezi. Z tego urzędu zrezygnował w grudniu 1919. Zmarł 8 maja 1920 w Afryce.